# Simulacres martiens
Simulacres martiens (titre original : The Martian Simulacra) est un roman court de science-fiction écrit par Eric Brown, paru en 2018 puis traduit en français et publié aux éditions Le Bélial' en 2022.
Cette œuvre est un pastiche de Sherlock Holmes se situant dans la continuité du roman de H. G. Wells La Guerre des mondes.

## Résumé
En 1897, la grande invasion martienne a pris fin après que les extraterrestres soient tous morts des suites de maladies infectieuses contractées par contact avec des virus terrestres communs. Néanmoins, une deuxième vague de vaisseaux de guerre est ensuite arrivée, porteur de Martiens cette fois vaccinés contre les virus de la Terre. Les envahisseurs, une fois leurs tripodes installés un peu partout, semblent vouloir vivre en paix et partager leurs avancées technologiques.
En 1907, à Londres, Sherlock Holmes et son fidèle acolyte le docteur John Watson reçoivent la visite du vice-ambassadeur de Mars en Grande-Bretagne, Gruvlax-Xenxa-Schmee. Ce dernier connaît déjà les deux hommes puisqu'ils ont dénoué ce qui désormais est connu sous le nom de la Tragique Affaire de l'ambassadeur martien. Le vice-ambassadeur est venu demander l'aide du détective et du docteur afin d'élucider sur Mars l'enquête concernant l'assassinat d'un philosophe martien très connu. Les deux hommes acceptent le défi.
Peu avant leur départ, le docteur Watson, au cours d'une promenade, croise une manifestation anti-martienne dont deux des orateurs ne sont pas autres que les écrivains George Bernard Shaw et G. K. Chesterton. Il y fait la connaissance d'une jeune femme prénommée Freya Hadfield-Bell. Ils partageant ensuite un thé dans un café tout proche et la jeune femme lui révèle que, de sources sures mais qu'elle ne peut partager, les Martiens, sous couvert d'échanges commerciaux et technologiques bienveillants, veulent piller les ressources terrestres. Freya quitte rapidement le docteur Watson à la vue de sa réaction dubitative. À son retour au 221B Baker Street, Watson relate à Holmes sa rencontre tandis que ce dernier lui raconte avoir cherché dans de nombreux documents martiens des références au célèbre philosophe assassiné mais n'en avoir trouvé aucune.
Le lendemain, le départ vers Mars a lieu. Durant l'embarquement, les deux hommes découvrent que George Edward Challenger, plus connu sous le nom de professeur Challenger, fait également partie du voyage, invité pour donner des conférences à propos de ses voyages en Afrique. Juste avant de s'endormir pour les cinq semaines que vont durer le vol grâce à l'absorption d'un puissant sédatif. John Watson découvre que l'hôtesse qui lui a donné le breuvage n'est autre que la jeune Freya Hadfield-Bell.
Une fois sur Mars, dans la ville de Glench-Arkana, une rencontre secrète est organisée par Freya. Celle-ci dévoile à Sherlock Holmes et au docteur Watson qu'elle est en contact avec les Korchanas, une faction martienne qui s'oppose aux volontés guerrières des Arkanas, la faction martienne au pouvoir. Elle leur affirme que le but des Arkanas est d'annexer la planète Terre puis d'annihiler l'espèce humaine. Elle leur prédit qu'ils vont subir le lendemain un balayage cérébral de la personnalité et qu'elle craint pour leurs vies. Mais elle ne peut leur en dire plus car la réunion tourne court, Freya devant partir précipitamment, ses contacts martiens l'ayant prévenue de la prochaine arrivée de membres des forces de police martiennes.
Le lendemain, Gruvlax-Xenxa-Schmee emmène Holmes, Watson et Challenger, ce dernier ayant été mis au courant du danger qui les guette, pour la visite de l'Institut des Sciences martiennes. Une fois les trois hommes à l'intérieur d'une sonde spatiale, l'écoutille est fermée et un gaz soporifique se répand à l'intérieur. Les trois hommes se réveillent ensuite dans une cellule dans laquelle ne se trouvent que des bidons d'eau tiède. Plusieurs heures plus tard, Freya vient les délivrer mais le professeur Challenger se met alors à attaquer la jeune femme. Sa maîtrise du ju-jitsu lui permet de se défaire de Challenger. Elle montre ensuite aux deux autres hommes que Challenger n'est en fait qu'un simulacre créé par les Martiens, en tout point identique à l'original mais n'étant qu'une machine électronique recouverte d'une peau en caoutchouc. Elle leur dévoile que le plan des Arkanas était que Freya les emmène tous les trois dans le repaire des Korchanas, repaire que le gouvernement martien n'a jamais réussi à trouver. Elle place les restes du simulacre dans un transport aérien autonome, certaine que le gouvernement va le faire suivre. Elle s'enfuit ensuite avec Holmes et Watson à destination de Zenda-Zenchan, la ville capitale des Korchanas. À leur arrivée, de grandes discussions ont lieu entre les Korchanas et Freya. Celle-ci les informe ensuite qu'un plan vient d'être décidé pour leur retour sur Terre : des simulacres de leurs deux personnes ont été créés par les Arkanas et vont être envoyés le lendemain sur Terre afin d'aider au plan martien d'annihilation de l'espèce humaine ; les Korchanas vont remplacer les deux simulacres par les originaux.
Le lendemain, le plan ne se déroule pas du tout comme prévu : Freya est tuée par des Arkanas, Holmes et Watson sont capturés. Mais ils découvrent ensuite que leurs ravisseurs sont des Korchanas et qu'ils les ont exfiltrés. Ces derniers les renvoient sur Terre à bord d'un de leurs vaisseaux et les font atterrir à Dieppe en France. Des pistolets électriques leur sont fournis avec la mission de se rendre à Londres et de reprendre leur place après avoir éliminés les deux simulacres.
Holmes et Watson parviennent à remplir avec succès leur mission et ils sont ensuite contactés par un agent des Korchanas sur Terre. Ils découvrent alors que Freya est toujours en vie et que c'est un simulacre d'elle qui était présent avec eux sur Mars.